# Stanley Cohen
Stanley Cohen (Nova Iorque, 17 de novembro de 1922 – 5 de fevereiro de 2020) foi um bioquímico estadunidense.
Foi agraciado, junto com a italiana Rita Levi-Montalcini, com o Nobel de Fisiologia ou Medicina de 1986, pela descoberta do fator de crescimento da epiderme.
Morreu no dia 5 de fevereiro de 2020, aos 97 anos.

## Carreira
Seu primeiro emprego acadêmico foi na Universidade do Colorado, estudando o metabolismo de bebês prematuros. Em 1952 ele se mudou para a Washington University em St. Louis, trabalhando primeiro no Departamento de Radiologia, aprendendo a metodologia de isótopos e, em seguida, no Departamento de Zoologia. trabalhando com Rita Levi-Montalcini, ele isolou o fator de crescimento do nervo. Mais tarde, ele isolou uma proteína que poderia acelerar a erupção dos incisivos e a abertura da pálpebra em camundongos recém-nascidos, que foi renomeada como fator de crescimento epidérmico. Ele continuou a pesquisa sobre fatores de crescimento celular depois de entrar para o corpo docente da Escola de Medicina da Universidade de Vanderbilt em 1959.
Em 1999, Cohen aposentou-se da Universidade Vanderbilt.